# Kostel Nejsvětější Trojice (Předklášteří)
Kostel Nejsvětější Trojice je římskokatolický chrám v obci Předklášteří v okrese Brno-venkov. Je chráněn jako kulturní památka České republiky. Je filiálním kostelem předklášterské farnosti.

## Historie
Hřbitovní kostel v Předklášteří byl postaven v roce 1555 v pozdně gotickém a renesančním slohu. Jedná se o jednolodní stavbu s polygonálně ukončeným kněžištěm; loď je plochostropá, presbytář je zaklenut žebrovou klenbou. Nad lodí se nachází hranolová lucerna. Vstup do kostela pravoúhlým portálem se znakem Barbory Konické ze Švábenic, abatyše kláštera Porta coeli, je umístěn v západním průčelí. Chrám byl v roce 1678 barokně upraven, puristické úpravy pochází z 19. století.
Kolem kostela se nachází hřbitov, barokní márnice (kolem roku 1700) a náhrobky barona Viléma Mundyho a Josefa Břenka jsou také památkově chráněny.